# Jochen Neurath
Jochen Neurath (* 13. August 1968 in Celle) ist ein deutscher Komponist, Arrangeur und Dirigent.

## Leben
Neurath studierte Komposition, Klavier und Musiktheorie an der Hochschule der Künste Berlin und an der Hochschule für Musik und Theater Hamburg. Daneben absolvierte er private Kompositionsstudien bei Horst Lohse sowie Studien in Germanistik und Philosophie. 1990 gründete er mit Kay Ivo Nowáck und Johannes Harneit das Komponistentrio NeuNoNeit. 1993 dirigierte er die deutsche Erstaufführung von John Cages Europera 5 in Hamburg (in Kombination mit Socrate von Erik Satie). Von 2001 bis 2006 war er „Composer in Residence“ an der Staatsoper Hannover. Eine Orchesterfassung von Johann Sebastian Bachs "Goldberg-Variationen" schuf er im Auftrag des Gewandhausorchesters Leipzig (UA 2012). 2017 erstellte er für die Hamburgische Staatsoper eine Aufführungsfassung des unvollendeten dritten Akts der Oper Lulu von Alban Berg. Der Kunstverein Bamberg verlieh ihm 2022 den jährlichen Berganza-Preis für Verdienste um das Kulturleben in Bamberg.

## Kompositionen

### Bühnenwerke
Oper
- Agrippina. (Libretto vom Komponisten nach Daniel Casper von Lohenstein).

Bühnenmusik
- zu Der Schimmelreiter von Frank Düwel (nach Theodor Storm). UA 1998 Brunsbüttel (Elbeforum)
- zur Orestie von Aischylos. UA 2001 Hannover (Schauspiel; Regie: Nicolas Stemann)
- zum Projekt Lieber Nicht von Christoph Marthaler. UA 2003 Berlin (Volksbühne)

### Vokalkompositionen
- Trakl-Fragment (1988). Aufnahme 1989 (Ensemble Moments Musicaux)
- Canto quinto (2004) (Text: Dante Alighieri)

### Chorwerke
- Gefrorene Träume (2013) für 2 Chöre zum Dachstein-Unglück 1954, UA 2014, Kilianskirche, Heilbronn
- Stimmen der Nacht (2016) nach Joseph von Eichendorff für Chor und Instrumente, UA 2017, St.-Jakobskirche, Zürich

### Orchesterwerke
- Symphony of Death (1985). Aufnahme 1985 (Sender Freies Berlin)
- Impromptu (1990) für Orchester
- Drei Stücke für Orchester (1996)

### Kammermusik
- Sonata funebre (1986)
- Kinderstück (1989). Aufnahme 1989 (Ensemble Moments Musicaux)
- cum grano salis (2006) für 8 Spieler und 2 Dirigenten. UA am 30. September 2006 Zürich (Kunsthaus, Vortragssaal; ensemble für neue musik zürich)
- Missa Sine Domine (2013) für 6 Instrumente und Dirigent

### Bearbeitungen
- Bearbeitung für Kammerorchester von Bachs Kunst der Fuge (2005–07)
- Orchesterfassung von Bachs Goldberg-Variationen (2009), Auftrag des Gewandhausorchesters Leipzig
- Arrangements von Liedern von Hanns Eisler
- Kammermusikfassungen von Bizets Carmen und Mozarts La finta semplice
- Aufführungsfassung des 3. Aktes von Alban Bergs Lulu
- Brahms, Choralvorspiele Op. 122, für Kammerorchester (2010)

## Schüler
- Peter Nikolaus Häublein (* 1980)